# Bitwa pod Ấp Bắc
Bitwa pod Ấp Bắc – bitwa stoczona 2 stycznia 1963 roku podczas wojny wietnamskiej w prowincji Định Tường (obecnie część prowincji Tiền Giang) w Wietnamie Południowym.

## Preludium
28 grudnia 1962 roku amerykański wywiad wykrył obecność nadajnika radiowego wraz ze sporymi siłami żołnierzy Vietcongu (VC), których liczba szacowana była na około 120 osób, w wiosce Ap Tan Thoi w prowincji Dinh Tuong, gdzie stacjonowała 7 Dywizja Piechoty Armii Republiki Wietnamu Południowego (ARVN). Południowi Wietnamczycy i ich amerykańscy doradcy planowali zaatakować Ap Tan Thoi z trzech kierunków, aby zniszczyć siły VC przy użyciu dwóch prowincjonalnych batalionów Gwardii Cywilnej i elementów 11 Pułku Piechoty 7 Dywizji Piechoty ARVN. Jednostki piechoty miały być wspierane przez artylerię, M113 i śmigłowce. Jednak siły Vietcongu spodziewały się poważnego ataku ze strony rządu Wietnamu Południowego z różnych źródeł, w tym z przepływu zaopatrzenia, tajnego agenta VC i zdekodowanej komunikacji radiowej z ARVN. W związku z tym VC przygotowywała się do ataku sił amerykańskich i południowowietnamskich.

## Bitwa
O godzinie 4:00 rano 2 stycznia zwiadowcy VC wokół wiosek Ap Bac i Ap Tan Thoi donieśli, że słyszeli odgłosy silników ciężarówek i łodzi, więc Hoang wydał rozkaz alarmowy, który skłonił jego żołnierzy do podniesienia broni i pospieszenia do swoich okopów. Większość kobiet, dzieci i starszych mężczyzn w obu wioskach uciekła i ukryła się na pobliskich bagnach, gdy tylko wydano rozkaz.
Trzydzieści śmigłowców CH-21 Shawnee było potrzebnych do przetransportowania drogą powietrzną całego 1. batalionu 11. pułku piechoty ARVN, ale dostępnych było tylko dziesięć. W rezultacie, Dam mógł wysłać na pole bitwy tylko jedną kompanię na raz. Około godziny 07:00 pierwsza fala śmigłowców CH-21 wyładowała pierwszych żołnierzy Wietnamu Południowego. Oddziały te musiały utrzymać swoje pozycje do czasu przybycia reszty batalionów. Z powodu opóźnienia w przybyciu regularnych jednostek armii Wietnamu Południowego, dwa bataliony Gwardii Cywilnej z Task Force A i B – pod dowództwem szefa prowincji Dinh Tuong, majora Lam Quang Tho – zostały pozostawione same do samodzielnego marszu na pozycje wroga.
Zgodnie z planem, pierwszy batalion Gwardii Cywilnej Task Force A ruszył na północ w kierunku Ap Bac. wiedział, że zbliżają się bataliony Gwardii Cywilnej, więc polecił dowódcy swojej kompanii w Ap Bac, aby był gotowy, ponieważ oddadzą pierwsze strzały w bitwie. Radiooperatorzy VC, korzystając ze zdobycznego amerykańskiego sprzętu komunikacyjnego, śledzili ruchy Gwardii Cywilnej, monitorując częstotliwości używane przez wojska rządowe. Kiedy czołowy batalion Gwardii Cywilnej zbliżył się na odległość 30 metrów (98 stóp) od południowego krańca Ap Bac, VC otworzyło ogień ze swoich okopów i natychmiast zabiło dowódcę czołowej kompanii i zraniło dowódcę grupy uderzeniowej. Impet Task Force A został zatrzymany, gdy żołnierze czołowego batalionu Gwardii Cywilnej szukali schronienia w grobli, gdzie bezskutecznie próbowali oskrzydlić VC. W tym czasie wsparcie artyleryjskie było nieskuteczne, ponieważ wysunięci obserwatorzy Gwardii Cywilnej nie chcieli obserwować spadających pocisków artyleryjskich. W związku z tym jeden pocisk artyleryjski za drugim spadał za pozycje VC zamiast na ich okopach. Na domiar złego, Tho nie wysłał swojego drugiego batalionu Gwardii Cywilnej z Task Force B, aby uratować pierwszy.
Na północ od Ap Tan Thoi nie lepiej radziły sobie trzy kompanie 11 Pułku Piechoty ARVN. Maszerowali na południe w trzech oddzielnych osiach w kierunku celu. Ponownie dobrze zamaskowani żołnierze VC z 514. batalionu pozwolili przeciwnikom zbliżyć się na odległość 20 metrów (66 stóp) przed otwarciem ognia. Piechota południowowietnamska została natychmiast zmuszona do przytulenia się do ziemi. W ciągu następnych pięciu godzin udało im się przeprowadzić trzy duże ataki, ale nie udało im się przełamać linii obrony VC. O 9:30 ostatnia kompania rezerwowa Dama została przetransportowana drogą powietrzną do Tan Hiep, z około dwugodzinnym opóźnieniem, ponieważ amerykańskie załogi nie mogły wylądować swoimi śmigłowcami CH-21, znanymi jako „latające banany” ze względu na ich kształt, w gęstej mgle, która spowijała lotnisko Tan Hiep przez większość poranka. Gdy ataki naziemne na północy i południu ugrzęzły, Dam zdecydował się rozciągnąć broniące się jednostki VC, atakując wschód i zachód.
Dam poprosił Vanna, który krążył nad polem bitwy na pokładzie samolotu zwiadowczego Cessna O-1 Bird Dog, aby rozpoznał możliwe strefy lądowania po wschodniej i zachodniej stronie Ap Bac, gdzie można by umieścić dodatkowe posiłki do rozpoczęcia ataku. W odpowiedzi Vann poprosił pilota, aby wykonał niskie przeloty nad drzewami osłaniającymi Ap Bac. Gdy samolot widział żadnych pozycji VC, Vann wiedział, że na południowym krańcu wioski znajduje się dobrze ufortyfikowana pozycja, ze względu na wpływ siły ognia VC na Gwardię Cywilną od początku bitwy. L-19 Vanna przelatywał nad zachodnią linią drzew, VC obserwowało to ze swoich okopów, ale wstrzymało ogień, ponieważ wiedziało, że samolot próbuje ściągnąć ogień, aby oznaczyć swoje pozycje. Chociaż Vann był podejrzliwy, uznał, że jest to lepsze miejsce do lądowania, ponieważ obszar ten był spokojny, pomimo ciężkich walk w innych miejscach.
Następnie Vann rozkazał swojemu pilotowi nawiązać kontakt z drugim L-19, który prowadził dziesięć CH-21 z pierwszej południowowietnamskiej kompanii rezerwowej z Tan Hiep. przekazał wiadomość dowódcy dziesięciu śmigłowców CH-21, które były eskortowane przez grupę pięciu niedawno rozmieszczonych śmigłowców bojowych Bell UH-1 Iroquois, uzbrojonych w karabiny maszynowe 7,62 mm i rakiety 2,75 cala, i poinstruował go, aby wylądował kompanie rezerwowe około 300 metrów (980 stóp) od zachodniej i południowej linii drzew, które osłaniały Ap Bac, aby zminimalizować skuteczność karabinów maszynowych kalibru.30 VC. We wczesnych fazach wojny relacje dowodzenia między amerykańskimi jednostkami wojskowymi nie były dobrze ugruntowane, a amerykańskie załogi lotnicze miały tendencję do lekceważenia instrukcji doradców, zwłaszcza Vanna, który był uważany za dominującego. Zamiast postępować zgodnie z instrukcjami Vanna, pilot poprowadził swoje helikoptery nad południowym Ap Tan Thoi i wzdłuż potoku do Ap Bac. Amerykańscy piloci wylądowali swoimi śmigłowcami 200 metrów (660 stóp) na zachód od Ap Bac, gdzie zostali wielokrotnie trafieni ogniem karabinów maszynowych VC i broni strzeleckiej.
Pięć śmigłowców bojowych UH-1 ostrzeliwało pozycje VC rakietami kalibru 2,75 cala, ale nie zdołało stłumić ognia wroga. Po tym, jak południowowietnamscy żołnierze wysiedli z helikopterów, jeden CH-21 został zbyt poważnie uszkodzony, aby oderwać się od ziemi. Drugi CH-21 został wysłany na ratunek załodze, ale i on został unieruchomiony, gdy tylko dotknął ziemi. Jeden z Hueyów powrócił, by zabrać załogi dwóch zestrzelonych CH-21. Wirnik główny został trafiony ogniem nieprzyjaciela, gdy przygotowywał się do lądowania. Samolot przewrócił się w prawo i rozbił się. Niemal w tym samym czasie trzeci CH-21 doznał ciężkich uszkodzeń i został zmuszony do lądowania na polach ryżowych w niewielkiej odległości od dwóch pierwszych śmigłowców. 10:30 wszyscy żołnierze Wietnamu Południowego, którzy wylądowali na polu bitwy, znaleźli się pod ciężkim ostrzałem z Ap Bac i odmówili ruszenia się z miejsca. Sierżant Arnold Bowers, który leciał pierwszym rozbitym helikopterem, pędził tam i z powrotem, aby ratować rannych amerykańskich lotników.
Po tym, jak Bowers zajął się rannymi, pożyczył od Wietnamczyków radio polowe, aby koordynować artylerię i naloty. Później dwa samoloty AD-6 Skyraider nadleciały nad Ap Bac i zaatakowały kryte strzechą domy konwencjonalnymi bombami i napalmem. Żołnierze Wietnamu Południowego, przygwożdżeni do ziemi, wierzyli, że ich gehenna dobiegła końca, więc wstali, aby sprawdzić, czy VC wycofuje się z ich pozycji. VC strzelał do odsłoniętych żołnierzy i zabił kilku. Następnie Vann skontaktował się przez radio z kapitanem Jamesem B. Scanlonem – starszym doradcą 2 Pułku Kawalerii Pancernej ARVN – i powiedział mu, że cztery amerykańskie helikoptery zostały zniszczone lub unieruchomione około 1500 metrów (4900 stóp) na południowy wschód od pozycji pułku. Scanlonowi polecono sprowadzić swojego południowowietnamskiego odpowiednika, kapitana Ly Tong Ba, dowódcę 4 Szwadronu Strzelców Zmechanizowanych 2 Pułku Kawalerii Pancernej, aby uratował uwięzioną południowowietnamską kompanię i helikoptery.
Ba zapewnił, że nie będzie przyjmował rozkazów od Amerykanów. Argumentował również, że wysłanie 13 transporterów opancerzonych M113 przez kanał Cong Ba Ky umożliwiłoby VC odwrót, ponieważ mogłoby to zająć zbyt dużo czasu. Wybuchła kłótnia między Vannem a Ba. W końcu Vann skontaktował się przez radio z Zieglerem na stanowisku dowodzenia w Tan Hiep i powiedział mu, aby poprosił dowódcę 7 Dywizji Piechoty ARVN, aby rozkazał Ba natychmiast ruszyć w kierunku Ap Bac. Wkrótce potem Ziegler powrócił za zgodą Dama, a Ba otrzymał rozkaz przesunięcia swoich lotniskowców M113 w kierunku białego dymu unoszącego się z płonącej wioski. doradcy byli po cichu przekonani, że M113 Ba mogą odwrócić losy bitwy; Wcześniej myśliwce VC często uciekały z pola bitwy, gdy tylko pojawiały się transportery opancerzone M113. Jednak w przeciwieństwie do poprzednich starć, dowódca VC Hoang rozkazał żołnierzom 261. i 514. batalionu rzucić wszystko, co mieli, na Wietnamczyków Południowych, ponieważ odwrót przez błotniste pola ryżowe skutkowałby pewną śmiercią.
Południowowietnamskie M113 nie miały problemu z przekroczeniem płytkich strumieni i rzek typowych dla delty Mekongu ciężkie, 10-tonowe M113 ugrzęzły w głębszym kanale Cong Ba Ky, zmuszając załogi i kompanię piechoty na pokładzie do wycięcia zarośli i drzew oraz zasypania kanału, aż stał się wystarczająco płytki, aby M113 mogły go przekroczyć. Pomoc ratunkowa została dodatkowo opóźniona, gdy Ba próbował uzyskać odpowiednie pozwolenie na natarcie, ponieważ otrzymał rozkaz, aby nie przyjmować rozkazów bezpośrednio od amerykańskich doradców. Vann, przelatując nad formacją pancerną, zażądał od Ba natychmiastowego natarcia. Ba odpowiedział, że nie będzie przyjmował instrukcji od Amerykanów. Kiedy Vann zagroził, że Ba zostanie zastrzelony, niechętnie kontynuował natarcie, choć bardzo powoli, w kierunku okopanego VC.
Tymczasem czwarty CH-21 powrócił do Ap Bac, aby uratować zestrzelone załogi śmigłowców. Został również poważnie uszkodzony przez ostrzał naziemny i zmuszony do lądowania na błotnistym polu ryżowym. VC ustanowiło nowy rekord: bitwa była pierwszą bitwą, w której w ciągu kilku godzin zniszczono lub zestrzelono pięć helikopterów. 13:30 formacja M113 Ba w końcu zbliżyła się do zestrzelonych helikopterów po zachodniej stronie Ap Bac. M113 zbliżyły się do strefy lądowania w jednym szeregu, a nie w formacji. Zostali natychmiast ostrzelani przez VC wewnątrz wioski, którzy mogli skoncentrować swój ogień na jednym celu na raz. Południowowietnamskie załogi dział M113 były odsłonięte od pasa w górę, więc były łatwym celem dla snajperów; Do końca dnia 14 członków załogi południowowietnamskich M113 zginęło z powodu ich narażenia. Dwa prowadzące M113 były w stanie zatrzymać się obok zestrzelonych helikopterów, ale jeden z kierowców zginął podczas jazdy z głową poza włazem, a Ba stracił przytomność w swoim transporterze.
Scanlon, z pomocą Bowersa, pobiegł na pomoc rannym i zaniósł ich z powrotem do formacji M113. W tym momencie południowowietnamskie załogi M113 wycofały się, strzelając bez celu w niebo z karabinów maszynowych kalibru.50. Ba doszedł do siebie, jego kompania przypuściła frontalny atak na linię lisiej nory VC. Właśnie wtedy, gdy załogi M113 zbliżyły się do celu, dowódca oddziału VC i jego ludzie wyskoczyli ze swoich okopów i rzucili granaty w czołową formację sił szturmowych. morale wśród załóg formacji pancernej szybko się pogorszyły, gdy południowowietnamscy sierżanci, którzy służyli zarówno jako dowódcy, jak i strzelcy maszynowi lotniskowców, zostali zabici i zastąpieni przez mniej doświadczonych, słabo wyszkolonych ludzi.
W ostatniej próbie opanowania twierdzy VC, M113 wyposażony w miotacz ognia został wysłany na odległość 100 metrów (330 stóp) od pozycji VC, aby ostrzeliwać zachodnią linię drzew. Miotacz ognia miał zasięg do 200 metrów (660 stóp) operator wystrzelił urządzenie, płomień zgasł już po 30 metrach (98 stóp). Później odkryto, że załoga zmieszała niewłaściwą ilość galarety z benzyną. Ostateczny atak przeprowadzony przez kompanię M113 nie powiódł się. Około godziny 14:30, pokonany i z podupadającymi moralami, 4 Szwadron Strzelców Zmechanizowanych wycofał się z walki.
Na tym etapie Vann był sfrustrowany przez żołnierzy Gwardii Cywilnej z Task Force B, ponieważ wydawali się nie spieszyć z dotarciem do Ap Bac, ponieważ przeszukiwali jeden dom na raz, maszerując z południowo-zachodniej flanki pola bitwy. W ostatniej próbie pokonania VC, Vann poleciał do Tan Hiep i poprosił Cao o rozmieszczenie batalionu powietrznodesantowego po wschodniej stronie Ap Bac, najbardziej logicznej drogi odwrotu dla Viet Congu. Vann miał nadzieję uwięzić Viet Cong w wioskach, blokując ich drogi odwrotu ze wszystkich stron i unicestwiając ich za pomocą elitarnego batalionu spadochroniarzy z Wietnamu Południowego. Ku rozczarowaniu Vanna, Cao zdecydowanie sprzeciwił się temu pomysłowi i zdecydował się zamiast tego zrzucić jeden ze swoich batalionów powietrznodesantowych za formacją M113 po zachodniej stronie. Vann skarżył Cao o to, że chciał pozwolić VC uciec, aby uniknąć dalszych ofiar po stronie Wietnamu Południowego. Cao twierdził jednak, że otoczony i dobrze okopany wróg będzie walczył zaciekle niż wycofujący się, więc chciał, aby jednostki VC w wioskach Ap Bac i Ap Tan Thoi odsłoniły się, wycofując się przez wschodnią stronę pola bitwy, gdzie mógł je zniszczyć artylerią i lotnictwem. Cao stracił również zaufanie do Vanna, ponieważ uważał, że Vann naraził życie wielu żołnierzy Wietnamu Południowego, aby uratować życie garstki Amerykanów. Podczas dyskusji obecny był generał-major Tran Thien Khiem, szef Połączonego Sztabu Generalnego ARVN. Nie sprzeciwiał się planowi Cao, ponieważ był on zgodny z celem prezydenta Diema, jakim było ratowanie życia Wietnamczyków poprzez programy Rural Revolutionary Development i Chieu Hoi, które zachęcały bojowników VC do wstąpienia do armii Wietnamu Południowego.
Sądząc, że nie ma sensu dalej kłócić się z Cao, Vann wsiadł z powrotem do swojego samolotu zwiadowczego L-19 i opuścił Tan Hiep. Przez całe popołudnie naciskał na Cao, aby szybko wysłał spadochroniarzy z Wietnamu Południowego. Obawiał się, że bitwa będzie najbardziej znaczącą klęską sił Wietnamu Południowego do tego momentu wojny. Cao obiecał rozmieścić drugi batalion Gwardii Cywilnej, który właśnie przybył na południowo-zachodnią flankę Ap Bac, i zrzucić 8 Batalion Powietrznodesantowy ARVN około godziny 16:00 za transporterami opancerzonymi Ba. Późnym popołudniem eskadra C-123 Providers, z około 300 spadochroniarzami z Wietnamu Południowego na pokładzie, zbliżyła się do celu i szybko ściągnęła ogień karabinów maszynowych z wioski. Piloci C-123 zmienili kurs, aby uniknąć ostrzału z ziemi. Jednak ani południowowietnamski jumpmaster, ani amerykański dowódca eskadry nie zrekompensowali tej zmiany. W rezultacie spadochroniarze wylądowali tuż przed okopanymi pozycjami VC, zamiast za 4 Szwadronem Strzelców Zmechanizowanych i Gwardią Cywilną.
VC byli w stanie zestrzelić jednego spadochroniarza z Wietnamu Południowego po drugim, niektórych podczas schodzenia, a innych, gdy ich spadochrony utknęły w drzewach. Ci spadochroniarze, którzy dotarli na ziemię i przeżyli, próbowali posuwać się naprzód, ale żołnierze VC w pozycji defiladowej strzelali do spadochroniarzy wystawionych na otwartych polach ryżowych. Niezrażony tym 8 Batalion Powietrznodesantowy ARVN przeprowadzał ataki małymi jednostkami, ale za każdym razem były one odpierane, a sporadyczne walki trwały aż do zachodu słońca. Do końca dnia batalion powietrznodesantowy stracił 19 żołnierzy zabitych w akcji i kolejnych 33 rannych. Amerykańscy doradcy kapitan Fletcher Ware i sierżant Russell Kopti, którzy wylądowali na spadochronie z Wietnamem Południowym, zostali ranni. zapadła noc, Hoang wiedział, że siły Wietnamu Południowego zbliżają się z trzech kierunków. Wschodnia flanka pozostała otwarta, a on rozkazał obu grupom 261. i 514. batalionu, wyczerpanym i z niedoborem amunicji, zebrać się na południowym krańcu Ap Tan Thoi. Ewakuowali się przez pola ryżowe, zabierając zabitych i rannych towarzyszy.
Vann chciał użyć samolotu rozbłyskowego C-47 do oświetlenia pól ryżowych na wschodniej flance Ap Bac i Ap Tan Thoi. Chciał trafić VC 500 pociskami artyleryjskimi i zniszczyć ich, gdy się wycofują. Cao nie zgodził się na użycie flar, ponieważ mogłoby to odsłonić nocne pozycje obronne batalionu powietrznodesantowego, a zamiast tego rozkazał wystrzelić 100 pocisków artyleryjskich z szybkością czterech pocisków na godzinę. 22:00 dowódca VC Hoang wyprowadził swoje dwie kompanie z Ap Tan Thoi i skierował się do ich bazy na Równinie Trzcin, podczas gdy lokalne jednostki sił wyruszyły inną drogą do swoich kryjówek w okolicy. Na czele kolumny szła 1 kompania 261 batalionu, a za nią nosiciele noszy niosący zabitych i rannych. 1 kompania 514 batalionu osłaniała tył formacji, a jeden z plutonów pełnił funkcję straży tylnej. Rannych żołnierzy VC przeniesiono na sampanów przy kanale po wschodniej stronie Ap Tan Thoi, podczas gdy reszta formacji maszerowała dalej. O godzinie 7:00 3 stycznia ludzie Hoanga dotarli do celu, nie dając się wykryć

## Następstwa
3 stycznia zachodni dziennikarze wraz z amerykańskimi doradcami odwiedzili opustoszałą wioskę Ap Bac. Kiedy reporter Neil Sheehan zapytał gen. bryg. Roberta Yorka, co się stało, generał odpowiedział: „Co to do wygląda, chłopcze? Uciekli, tak się stało”! Wkrótce potem, ponad 18 godzin za późno, Wietnamczycy uderzyli na Ap Bac ostrzałem artyleryjskim. Pociski artyleryjskie zabiły kolejnych pięciu żołnierzy z Wietnamu Południowego i raniły 14 innych. Vann, który podejmował kluczowe decyzje we wczesnych fazach bitwy, obwiniał Wietnamczyków z Południa za klęskę. „To był żałosny, cholerny występ, tak jak zawsze. Ci ludzie nie chcą słuchać. Popełniają wciąż ten sam błąd w ten sam sposób”. Według Marka Moyara, obwiniając Wietnamczyków z Południa, Vann chciał ukryć wadliwy wywiad Amerykanów i słabe przywództwo. Miał nadzieję wywrzeć presję na Wietnamczyków z Południa, aby zaakceptowali przyszłe zmiany, które mu się podobały. Generał Paul D. Harkins, dowódca Dowództwa Pomocy Wojskowej w Wietnamie (MACV), dokonał znacznie bardziej optymistycznej oceny bitwy. Uważał operację za duży sukces; Po opuszczeniu pozycji przez VC jednostki południowowietnamskie zajęły atakowane wioski.